# Qrendi
Qrendi és un municipi de Malta, situat a la zona central del país, als afores de la capital, La Valletta. En el cens de 2005 tenia 2535 habitants, amb una superfície de 4,9 km².
Està situat a la costa sud-occidental de l'illa i en el seu terme s'hi poden trobar les restes arqueològiques de Mnajdra i Ħaġar Qim